# Pierre Billotte
Pierre Billotte (8 de març de 1906 – 29 de juny de 1992) va ser un general i polític francès, fill del general d'exèrcit Gaston Billotte.

## Biografia
Graduat el 1926 a l'Acadèmia Militar de Saint Cyr, va estar destinat entre 1930 i 1932 a la infanteria colonial a Indoxina Francesa, tornant a França per ingressar el 1934 a l'Escola Superior de Guerra, d'on es graduà el 1936. Va ser destinat a l'Estat Major i, amb l'esclat de la Segona Guerra Mundial, al Gran Quarter General.
Participà en els combats de la Segona Guerra Mundial amb el 41è batalló de carros, intentant alentir l'avanç dels tancs de Guderian a les Ardenes. Greument ferit al cap durant la batalla de França, va ser fet presoner i internat a Pomerània, d'on fugí aconseguint arribar fins a la Unió Soviètica, on va arribar l'1 de febrer de 1941. Considerat un espia pels soviètics, va restar internat fins al moment de l'atac alemany. Llavors va esdevenir representant de la França Lliure a Moscou. Amb altres ciutadans francesos, va ser canviat per ciutadans russos i, el 9 de setembre de 1941, s'embarcà a Arkhànguelsk per anar a Londres.
Allà va ser nomenat cap de l'estat major del general de Gaulle i a Londres. Al desembre de 1942 és nomenat secretari del Comitè Militar Permanent i del Comitè de Defensa Nacional a l'Alger al maig de 1943, acompanyant al Cap del Comitè Francès de l'Alliberament Nacional als seus viatges oficials, principalment als Estats Units i a Itàlia.
De Gaulle el nomenà segon de la divisió de Leclerc i, llavors ja coronel, desembarcà a Normandia al capdavant d'un dels 3 agrupaments tàctics de la Divisió Leclerc. Amb el seu V Agrupament Tàctic ha d'encarregar-se de l'esforç principal de l'avanç cap a París. El 25 d'agost, va fer de nexe amb la Resistència Interior Parisenca a la prefectura de policia després de l'alliberament de París.
El setembre del 1944 va ser promogut a general de brigada i, en desacord amb Leclerc, abandonà la 2a Divisió Blindada. Amb les Forces Franceses de l'Interior parisenques formà la 10a Divisió d'Infanteria, la qual comandà ell mateix. El gener de 1945 la seva divisió pren un paper actiu en l'ofensiva del Primer Exèrcit Francès a la regió dels Vosges; i al maig de 1945, ocupa les funcions de governador de Renània.
Al març de 1946 va ser promogut a General de divisió
El 1946 va ser nomenat representant de França al Comitè d'Estat Major de l'ONU, però dimití d'aquesta funció i de l'exèrcit el 1948 com a protesta per la política atlantista del govern.

### Diputat pel RPF i ministre per l'ARS
El 1951 va ser elegit diputat a l'Assemblea Nacional per RPF de la Costa d'Or, però el 1956 va perdre el seu escó. Va votar a favor de la confiança per al 1952 i va ser un dels 27 dissidents de l'ARS. Va ser Ministre de la Defensa Nacional al govern d'Edgar Faure entre el 6 d'octubre de 1955 fins a l'1 de febrer de 1956.
A l' Assemblea Nacional es consagrà a les qüestions militars i va ser informador de la comissió de la defensa sobre els acords de Londres i de París que substituïen la CED, que ell havia combatut.
Va publicar un article a Le Monde contra la tortura a Algèria. "La tortura, sigui sota la forma que sigui, és condemnable".

### Gaullista d'esquerra a la V República
Pierre Billotte és un dels gaullistes d'esquerra que van participar en la fundació d'Union démocratique du travail (UDT). Nomenat Alt Comissari a Algèria, al 196 va ser substituït per Christian Fouchet el 1962.
El novembre de 1962 va ser elegit diputat (UNR-UDT) de la 48a circumscripció del departament del Sena, i el 1967 per la de Val-de Marne. Conservà el seu mandat fins al 1978 sota les diverses etiquetes gaullistes (UD-Ve République, UDR, RPR). Entre el 8 de gener de 1966 i el 31 de maig de 1968 va ser Ministre dels Departaments i Territoris d'Ultramar al 3r i al 4t govern de Georges Pompidou, afavorint l'autonomia interna d'aquestes entitats.
Entre 1965 i 1977 va ser batlle de Créteil

## Condecoracions
- Gran Oficial de la Legió d'Honor
- Company de l'Alliberament (decret d'8 de novembre de 1941)
- Creu de Guerra 1939-1945 (5 citacions)
- Medalla dels Evadits
- Insígnia dels Ferits Militars
- Medalla commemorativa dels serveis voluntaris a la França Lliure
- Medalla d'Or de l'Educació física
- Cavaller del Drac d'Annam
- Oficial de la Legió del Mèrit (EUA)
- Creu de Guerra (Bèlgica)
- Gran cordó de l'orde d'Ouissam Alauita (Marroc)
- Comendador de Nichan Iftikar (Tunísia)

MAR Order of the Ouissam Alaouite - Commander (1913-1956) BAR.png

## Gaullisme i estratègia
- La Fatalité de la Défaite allemande, Londres 1941
- Le Temps du Choix, Robert Laffont, 1950
- L'Europe est née, Fayard, 1955
- Considérations stratégiques, Larousse 1957
- Du pain sur la planche, Plon 1965
- Les Chemins de l'Aventure, 1972
- Le Temps des Armes, Plon 1972
- Trente ans d'humour avec de Gaulle, 1979
- Le Passé au futur, Stock 1979